# Kortárs Építészeti Központ
A Kortárs Építészeti Központ (KÉK) a kortárs építészet, városépítészet, térkultúra összefüggéseivel foglalkozó civil szervezet, független kulturális központ és közösségi intézmény. A budapesti Bartók Béla út 10-12. alatt működik. Működtetője a Kortárs Építészeti Központ Alapítvány, amelynek kuratóriumi elnöke, egyben a KÉK vezetője Kádár Bálint építész, a Budapesti Műszaki és Gazdaságtudományi Egyetem Urbanisztika Tanszékének oktatója.

## Története, tevékenysége
A Kortárs Építészeti Központ Alapítvány mintegy féléves előkészítő munkát követően 2006 februárjában jött létre autonóm építészek és az építészet iránt érdeklődő civilek összefogása révén. Az alapítvány, ezáltal a KÉK tevékenységét kuratórium felügyeli, 2014-ig Finta Sándor építész, 2014-től Kádár Bálint vezetésével.
A KÉK azzal a céllal jött létre, hogy párbeszédet generáljon az építészetről, a városról és annak kultúrájáról a városlakók és az építészek között. Emellett szeretné bekapcsolni a magyarországi kortárs építészetet a nemzetközi szcénába, teret adva az innovatív, alulról jövő kezdeményezéseknek.
Az alapítása óta eltelt években a KÉK számos egyedülálló kezdeményezést indított el. A 2008 óta megrendezett Budapesti Építészeti Filmnapok a régió első építészeti filmfesztiválja, amely 2016-ra Európa második legnagyobb ilyen eseményévé nőtt. A 2008-ban, 2010-ben és 2013-ban megrendezett Nemzetközi Építészeti Makettfesztivál a maga nemében egyedülálló kezdeményezésként jött létre. A 2009-2010-ben létrehozott, Budapest és Pécs építészetét bemutató artur.org.hu 2010-ben World Summit Youth Awardot nyert. A centenáriumukat ünneplő budapesti házak megnyitására létrehozott Budapest100 fesztivált 2013-ban a brit Guardian Európa legjobb kulturális eseményi között említette, a hamburgi Lebendige Stadt Stiftung pedig a „Legszebb városi ünnep” témában ismerte el.
A KÉK legsikeresebb kezdeményezései közé tartozik a közösségi kertészkedés budapesti elterjesztése. A 2010-ben kezdeményezett program keretében jött létre többek között a Millenáris Parkban található ún. Lecsós Kert, a VIII. kerületi Leonardo Kert, valamint Budapest legnagyobb, 2600 négyzetméteres közösségi kertje a Soroksári úton. A KÉK emellett számos projektet indított a budapesti városi élet jobbítására, a civil közösségek fejlesztésére; más kezdeményezései, mint például a Tálaló című vitasorozat, az építészeti fejlesztések résztvevői és a lakosság közössi párbeszéd elősegítését szolgálják.
A KÉK 2016-ban ünnepelte alapításának 10. évfordulóját. Ehhez kapcsolódóan 2015 végén új, állandó helyszínre költözött és közösségi irodaként nyitott újra, valamint tevékenységi körét is bővítette. Az évfordulóhoz kapcsolódva hozta létre a KÉK a világ első építész sörét. A szervezetet ebben az évben a Szellemi Tulajdon Nemzeti Hivatala „a magyar kortárs építészet, urbanisztika és tudatos civil társadalom ügyének meghatározó képviselőjeként” Millenniumi Díjjal ismerte el.

## Helyszíne

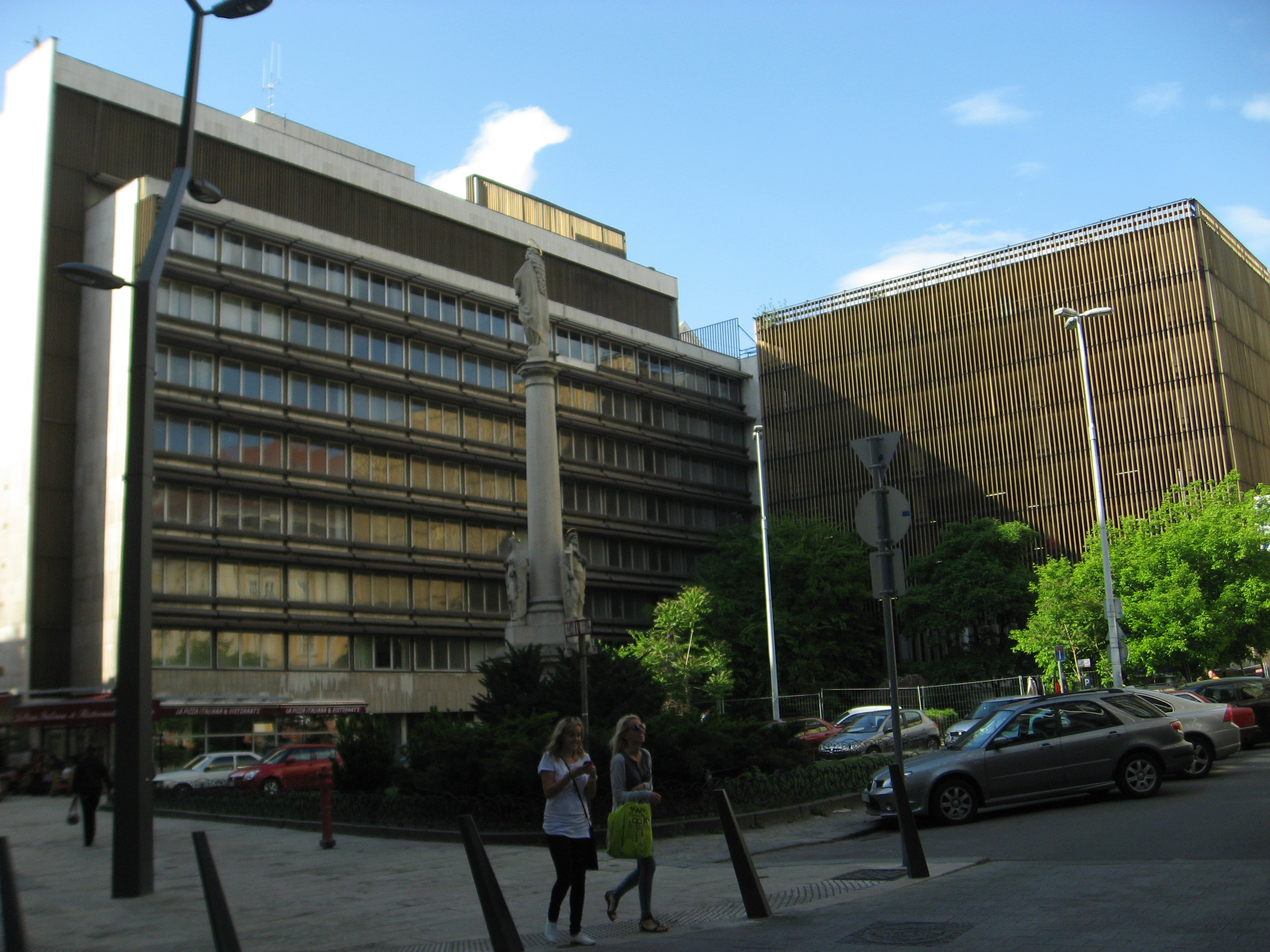
A Szervita téri irodaház, a Kortárs Építészeti Központ székhelye 2008-ban

A Kortárs Építészeti Központ 2006-tól a Budapest VII., Nefelejcs utca 26. szám alatt működött, a Róth Miksa ma múzeumként működő egykori lakóházához tartozó üzemépületben. A KÉK beköltözését nagyrészt önkéntes munka, illetve adományok tették lehetővé. Az eredetileg üvegfestő műhelyként működő, háromemeletes épület 700 m² alapterületen adott teret időszaki kiállításoknak, konferenciáknak, pódiumbeszélgetéseknek és workshopoknak. Szűk két év alatt a KÉK itteni rendezvényeit több mint tízezren látogatták.
2008 márciusában a Róth Miksa Emlékház felújítási munkákra hivatkozva azonnali távozásra szólította fel a Kortárs Építészeti Központot. A költözést követően, 2008 áprilisától az év végéig a KÉK az ORCO Csoport által felajánlott Szervita téri irodaházat használhatta programjai megvalósítására. A Szabó István tervei alapján, 1969-1973 között emelt irodaépület régebben az Országos Műszaki Fejlesztési Bizottság (OMFB) székháza volt.
2009 januárját követően a KÉK saját helyszín hiányában külső helyszíneken valósította meg programjait.  2015 végétől a budapesti Bartók Béla úton, egy korábbi üzlethelyiségben működik, projektgalériaként, közösségi irodaként és a Budapesti Műszaki és Gazdaságtudományi Egyetem Építészmérnöki Karával partnerségben működtetett szakmai műhelyként.

## A KÉK fontosabb projektjei, programjai

### Állandó és visszatérő programok
- Bubbles from Japan: a 2008-tól megrendezett előadássorozat részeként számos ismert japán építész látogatott Budapestre
- Közösségi kertek: a 2010-től folyamatosan gondozott program budapesti közösségi kertek létrehozására és fenntartására fókuszál[18]
- Pecha Kucha Night Budapest: 2006 óta megrendezett, építészet-design témájú prezentációs rendezvénysorozat[19]
- Tálaló: nyilvános vitasorozat kiemelt építészeti közberuházásokról, városfejlesztési projektekről
- Városi séták: elhagyott vagy a közönség számára zárt épületek szakmai bemutatása[20]

### Fesztiválok
- Betontavasz: 2011 tavaszán megrendezett, látszóbeton építészettel foglalkozó programsorozat
- Budapest100: az OSA Archívummal közösen, 2011-ben létrehozott, a százéves budapesti épületeket ünneplő, azokat a lakók és használók segítségével egy hétvégére nyilvánossá tevő városi fesztivál.[21][22] A 2016-ban kissé módosított koncepció a 120 éves Nagykörutat ünnepelte; az alkalomhoz a Nagykörút megújulását megcélzó programsorozat is kapcsolódott.[23]
- Budapesti Építészeti Filmnapok: 2008 óta minden évben megrendezett, az építészeti filmekre fókuszáló fesztivál[24]
- Nemzetközi Építészeti Makettfesztivál: 2008-ban, 2010-ben és 2013-ban megrendezett, az építészeti tervezés során készülő modellek és a szakmagyakorlás folyamatának bemutatására fókuszáló eseménysorozat[25]
- Nyitva! Fesztivál: az üresen álló budapesti üzletek hasznosítására, a Lakatlan program fejlesztéseként megrendezett városi fesztivál először 2015-ben, majd 2016-ban került megrendezésre.

### Kiállítások és kutatási projektek
- Artur.org.hu: 2009-ben létrehozott kortárs építészeti túraajánló oldal[26]
- Közép-Európai Építészeti Adatbázis: a Kortárs Építészeti Központ a magyarországi kurátora a bécsi Nextroom által kezdeményezett Közép-Európai Építészeti Adatbázisnak (CEDARCH).
- Lakatlan: a 2012-ben indított program az üresen álló városi ingatlanok hasznosításának módjait kutatja.[27] Ehhez kapcsolódóan saját térkép is készült, ahol a lakatlan Budapesti épületek feltüntetésére, adataiknak felvételére nyílik lehetőség, keresve azok jövőbeli hasznosítását.[28]
- Lifting the Curtain: a 2014-ben lebonyolított kutatás a közép-európai építészeti csoportosulások viszonyrendszerét mutatta be vándorkiállításként, többek között a 14. Nemzetközi Építészeti Biennálén, Velencében[29]
- Remix Architecture: alternatív építészeti ötletpályázatok metodológiájának kidolgozása
- Translations of Modernism: a II. világháború utáni közép-európai építészet kutatóit összefogó, nemzetközi kollektíva[30]

A Kortárs Építészeti Központ önálló programja a Wikipédia kortárs építészetről és építészekről szóló tartalmának bővítése, az építészektől kapott adatok segítségével. Ennek keretében a következő szócikkek készültek el: Csomay Zsófia, Getto Tamás, Gunther Zsolt, Kalmár László, Kis Péter, Nagy Iván, Patartics Zorán, Pelényi Margit, Potzner Ferenc, Tima Zoltán, Turi Attila.

## Galéria

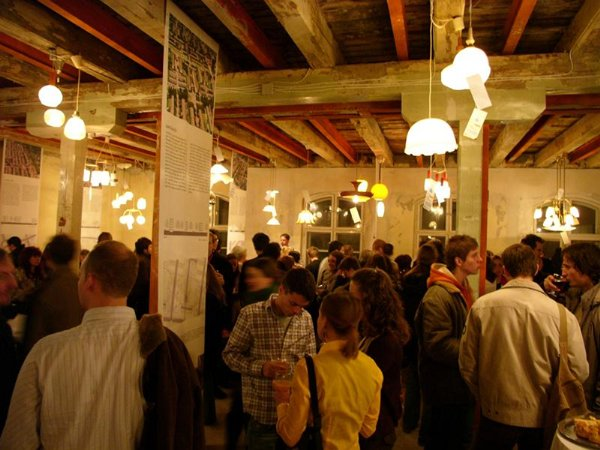
Rendezvény a KÉK első székhelyén, a budapesti Nefelejcs utcában
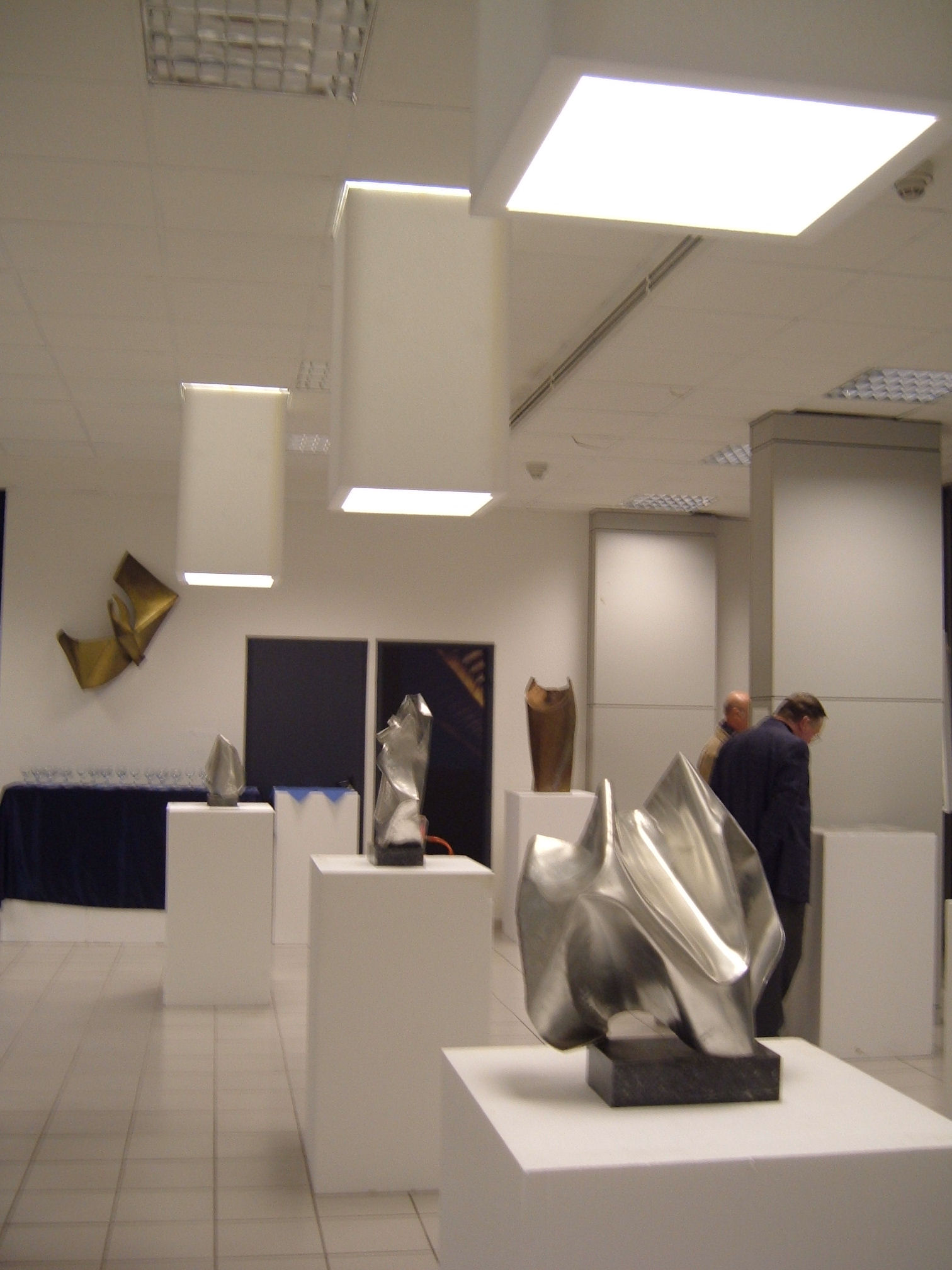
Szabó István építész életművének bemutatása a KÉK második székhelyén, a Szervita téri irodaházban, 2008-ban
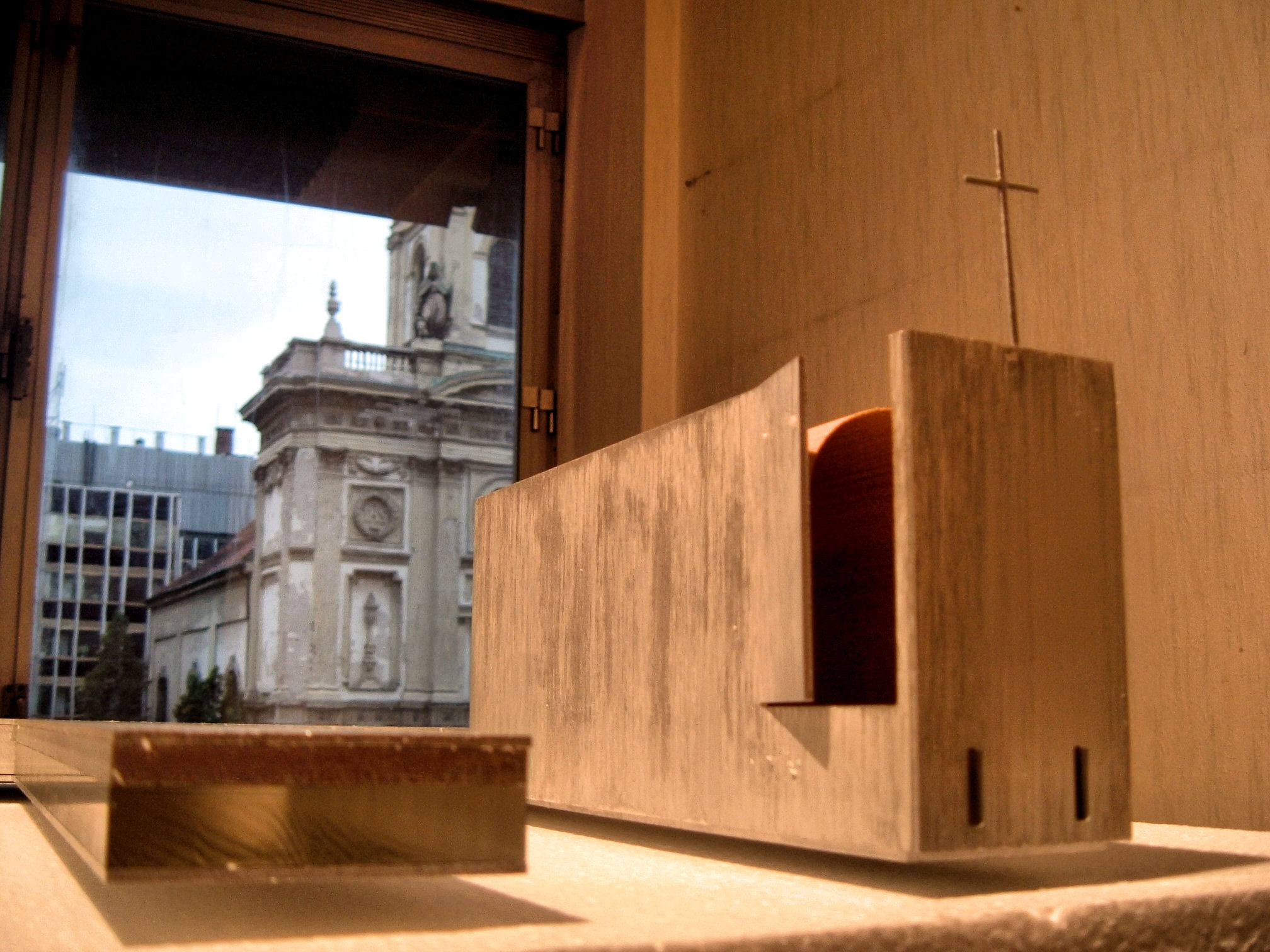
Templommakett az I. Nemzetközi Építészeti Makettfesztiválon (Budapest, 2008); a háttérben a Szervita téri templom tornyával
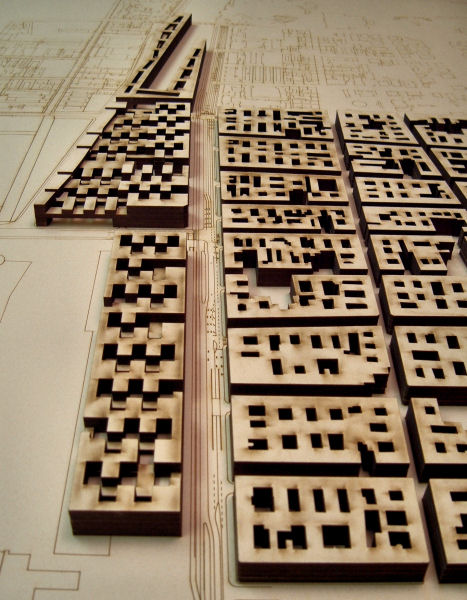
A Kormányzati Negyed modellje az I. Nemzetközi Építészeti Makettfesztiválon
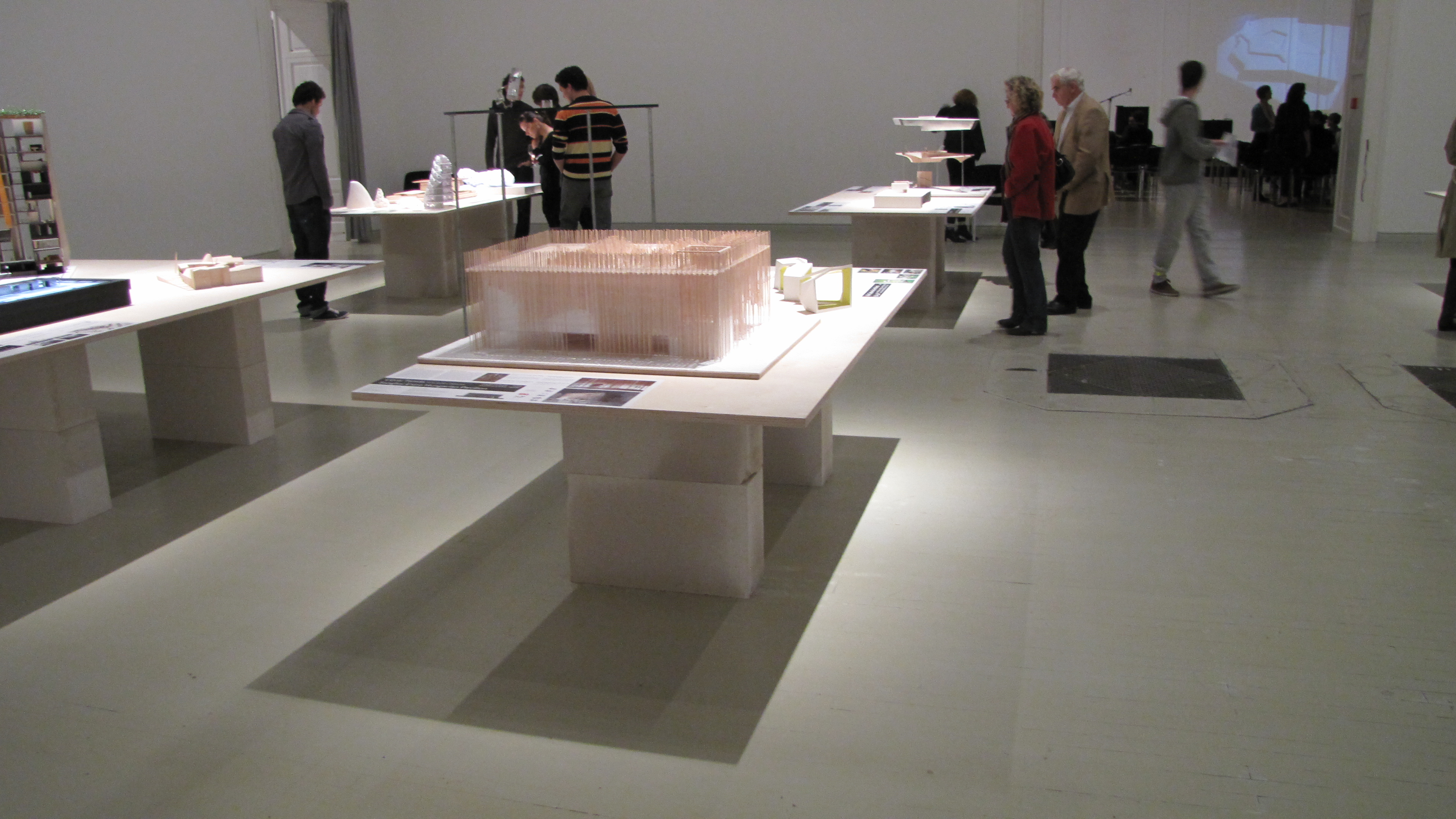
Látogatók a Műcsarnokban rendezett II. Nemzetközi Építészeti Makettfesztiválon, 2010-ben
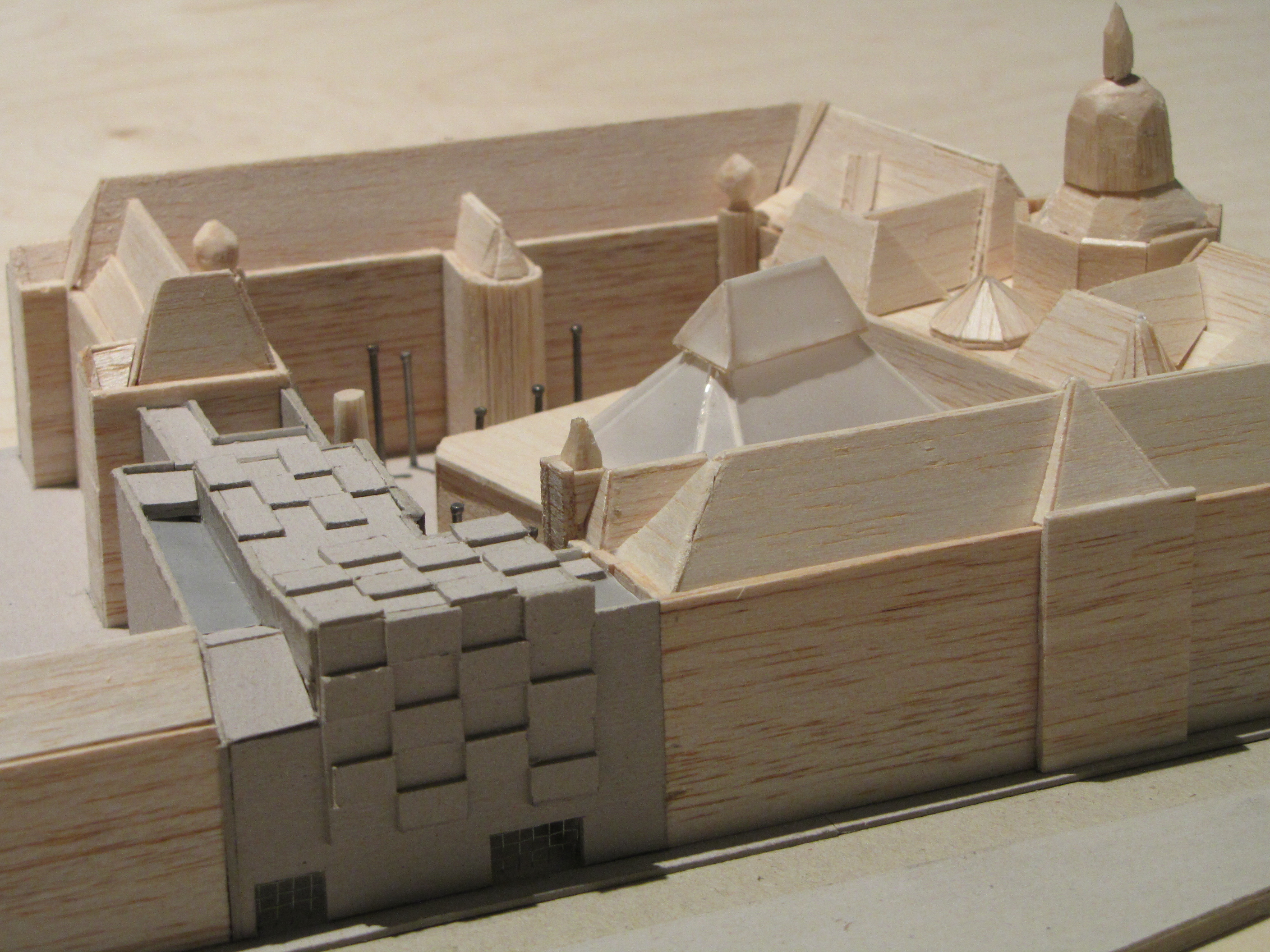
Az Iparművészeti Múzeum makettje egy tervezett bővítéssel a II. Nemzetközi Építészeti Makettfesztiválon

## Külső hivatkozások
- KÉK – Kortárs Építészeti Központ honlapja
- Nyitni KÉK – Népszabadság 2006. június 17.
- Kik azok a KÉK-ek és mit akarnak? – hvg.hu 2007. augusztus 2.
- Egyéves a KÉK - hg.hu
- Nextroom (CEDARCH – Central European Database for Architecture)